# Delahaye
Delahaye var en fransk biltillverkare som verkade mellan 1894 och 1955.

## Historia
Emile Delahaye byggde sin första bil 1894 vid sin fabrik i Tours. År 1900 öppnades en andra fabrik i Paris. Året därpå pensionerade sig Emile Delahaye och överlät åt Charles Weiffenbach att driva verksamheten vidare. Delahaye byggde även nyttofordon och under första världskriget användes företagets lastbilar flitigt av den franska armén.
Under tjugotalet byggde Delahaye ganska oinspirerade personbilar och lastbilarna och bussarna stod för huvuddelen av företagets intäkter. 1934 gjorde man en nysatsning och presenterade två intressanta modeller: en fyrcylindrig 12 CV och en sexcylindrig 18 CV. Motorerna härstammade från lastbilsprogrammet. 18 CV-modellen utvecklades till Type 135 som var framgångsrik inom motorsporten, med vinster i både Monte Carlo-rallyt och Le Mans 24-timmars. Delahaye utvecklade även Grand Prix-bilen Type 145, med V12 motor.
Efter andra världskriget återupptog man tillverkningen av Type 135 och introducerade även den större Type 175. Försäljningen hämmades av den franska skattelagstiftningen, som lade höga straffskatter på stora bilar. Företagets sista bil blev den Jeep-liknande Type VLR. 1954 gick Delahaye samman med Hotchkiss och produktionen av personbilar upphörde. Under 1955 lades även lastbilstillverkningen ner.

## Bildgalleri

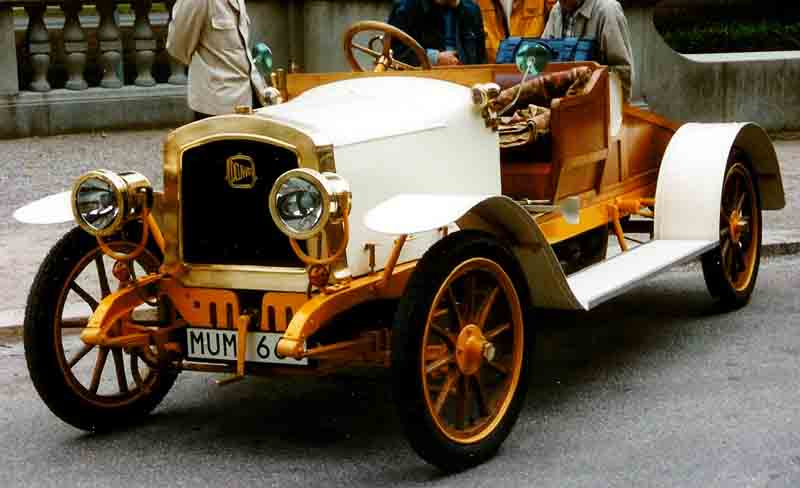
Delahaye Type 32 1910
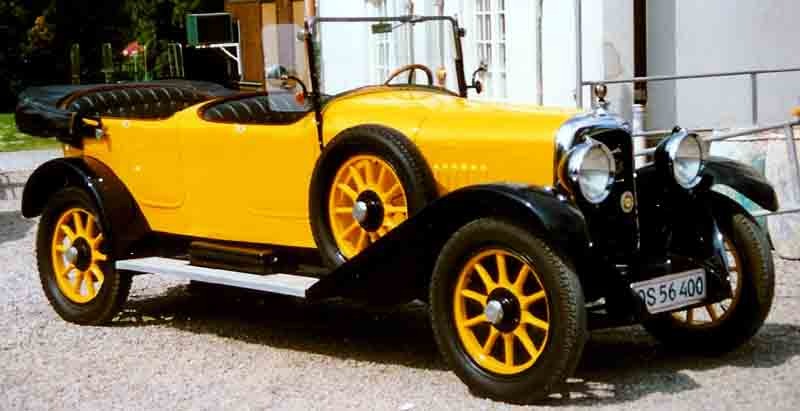
Delahaye Tourer 192
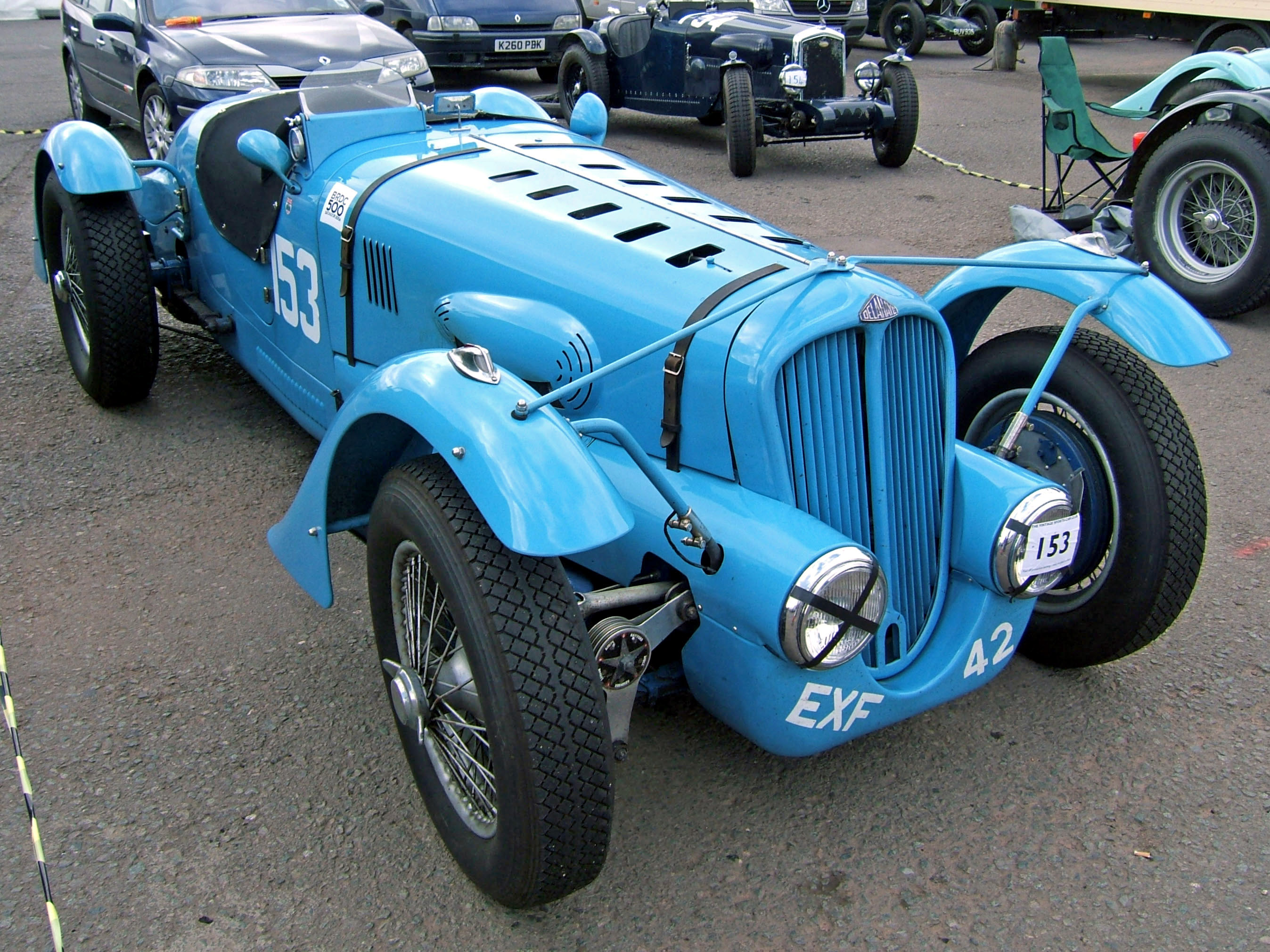
Delahaye Type 135 MS 1936
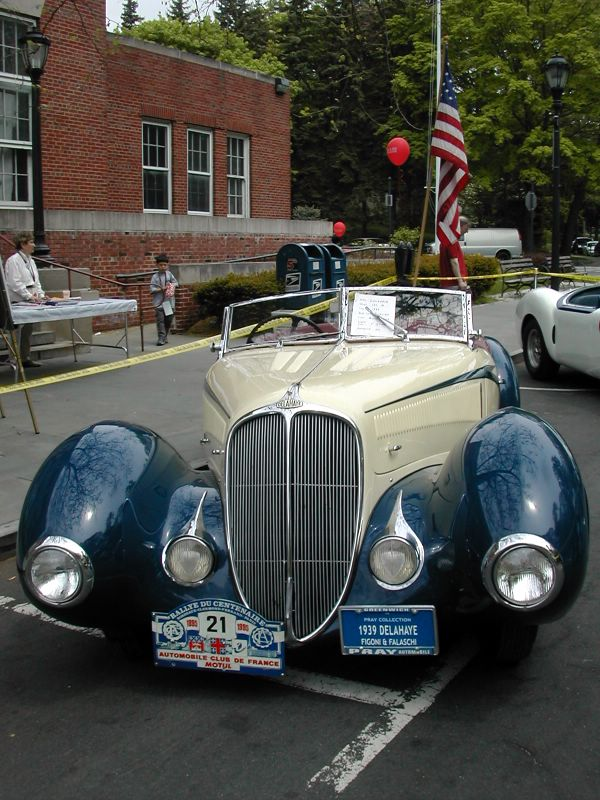
Delahaye Type 135 M 1939  med Figoni et Falaschi-kaross.